# Мъри (река)
Вижте пояснителната страница за други значения на Мъри.
Мъри (на английски: Murray River) е река в югоизточната част на Австралия, протичаща през щатите Нов Южен Уелс, Виктория и Южна Австралия, вливаща се в Индийския океан. Тя е най-пълноводната и втората по дължина (2508 km) река в Австралия след река Дарлинг, а площта на водосборният ѝ басейн е 1 061 469 km².

## Извор, течение, устие
Река Мъри води началото си на 1378 m н.в., южно от най-високия връх на Австралия, Косцюшко, от Снежните планини, в Австралийските Алпи, съставни части на Голямата вододелна планина. С изключение на долното си течение в щата Южна Австралия, служи за граница между щатите Нов Южен Уелс и Виктория. До изтичането си от язовира „Хюм“, при устието на левия си приток Мита Мита е типична планинска река с тясна и дълбока долина и бурно течение, като тече по западните склонове на Австралийските Алпи. След това на повече от 500 km преминава по южната периферия на равнината Риверайна, един от най-важните селскостопански райони на Австралия, където голяма част от водите се използват за напояване. След устието на десния си приток Марамбиджи навлиза в засушливи райони и дебитът ѝ силно намалява. На около 100 km след устието на най-големия си приток Дарлинг навлиза в щата Южна Австралия. При град Морган рязко завива на юг и след около 300 km се влива в плитководния залив-лагуна Александрина на Индийския океан, който залив изкуствено е преграден с дамба за предотвратяване на неговото засоляване.

## Притоци, хидрология
Основните притоци на река Мъри са: леви – Мита Мита (204 km), Киева (109 km), Авънс (191 km), Гоулбърн (654 km), Кемпаспе (232 km), Лодон (392 km); десни – Суампи Плейн (263 km), Марамбиджи (1485 km), Дарлинг (2740 km). Подхранването ѝ е смесено – снежно и дъждовно. През пролетта и лятото (в периода на дъждовете) нивото на водите ѝ силно се покачва, а през сухия период (зимата) голяма част от нейните притоци в средното и долното ѝ течение пресъхват и не достига до нея, а самата Мъри силно намалява оттокът си. Среден годишен отток при устието на река Марамбиджи 767 m³/s, равняващ се на 14,8 km³.

## Стопанско значение
През пролетта и лятото, по време на пълноводието река Мъри е плавателна за плитко газещи речни съдове до град Олбъри (в близост до язовира „Хюм“). Наличието на дамбата на езерото Александрина възпрепятства параходната връзка с околните морски пристанища. Водите ѝ в средното и долно течение се използват за напояване. На нея и на някои от нейните притоци за тази цел са изградени няколко язовира („Илдон“, „Хюм“, езерото Виктория и др.), които също така са зарибени и се ползват за промишлен риболов. Под преградната стена на язовира „Хюм“ действа мощна ВЕЦ (50 Мвт). В края на 70-те години на XX век е пусната в експлоатация голяма хидроенергийна система, включваща 14 язовира и 9 ВЕЦ-а с обща мощност около 4 Гвт. Нейното изграждане е с цел прехвърляне през вододела на Снежните планини, от изток на запад, на около 2,5 млрд m³ годишно на вода от пълноводната Сноуи Ривър, в басейна на Мъри, която вода да се използва за напояване на най-обширните земеделски земи в Австралия, разположени в нейната югоизточна част.

## Историческа справка
На 16 ноември 1824 г. английският изследовател на Австралия Хамилтън Хюм открива участък от нейното горно течение, непосредствено след излизането ѝ от планините. През януари 1830 г. видният изследовател на Австралия Чарлз Стърт, заедно с откривателят ѝ Хамилтън Хюм откриват и проследяват цялото ѝ течение надолу от открития от Хюм участък до устието ѝ.